# Alexis von Roenne
Alexis Peter Wilhelm Hugo Freiherr von Roenne (* 22. Februar 1903 in Tuckum im russischen Gouvernement Kurland; † 12. Oktober 1944 in Berlin-Plötzensee) war ein deutscher Oberst im Generalstab der Wehrmacht.

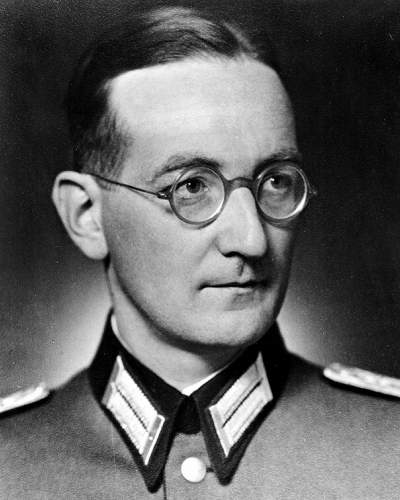
Alexis Freiherr von Roenne (1944)

## Leben

### Zweiter Weltkrieg
Alexis Freiherr von Roenne betätigte sich im Zweiten Weltkrieg auf dem Gebiet der Feindaufklärung im Oberkommando des Heeres. Im Jahr 1942 diente er zunächst im Referat II Z der Abteilung Fremde Heere Ost (FHO), die zur Unterstützung der deutschen Kriegsanstrengung im Deutsch-Sowjetischen Krieg mit der Auswertung russischsprachiger Quellen beschäftigt war.
Am 1. März 1943 wechselte er aus der FHO als neuer Abteilungsleiter in die Schwesterabteilung Fremde Heere West (FHW), die sich mit der operativen und strategischen Feindaufklärung im Afrikafeldzug sowie nachfolgend ab Mitte 1943 im Italienfeldzug sowie ab Juni 1944 an der Westfront befasste. Er trat als Abteilungsleiter der FHW die Nachfolge von Ulrich Liß an.
Von Roenne wurde ein guter Blick für politische und militärische Zusammenhänge bescheinigt. So schrieb sein Vorgänger als Chef der FHW Ulrich Liß in seinen 1959 erschienenen Erinnerungen, von Roenne hätte bereits im September 1939 nach dem Einmarsch der sowjetischen Armee in Polen gesagt: „Also haben wir binnen fünf Jahren Krieg mit Rußland. Und dann hat der Westen die Hände frei, führt sein Luftrüstungsprogramm durch und schmeißt uns kaputt.“
Von Roenne sah durch den Nationalsozialismus christliche Werte bedroht. Ebenso wie Wilhelm Canaris und der Kreisauer Kreis war er überzeugt, der infolge des Kriegsverlaufs bereits absehbare Untergang Deutschlands könne nur noch durch ein Attentat auf Hitler abgewendet werden.

### Widerstand
Alexis von Roenne hat sich zwar am Attentat auf Hitler am 20. Juli 1944 aufgrund christlicher Gewissensbedenken nicht beteiligt, hatte aber Kenntnis davon durch die freundschaftlichen Verbindungen, die ihn mit den Führern des Widerstandes gegen den Nationalsozialismus verbanden. Er wurde unmittelbar nach dem 20. Juli festgenommen, dann zunächst wieder freigelassen. Zwei Wochen später wurde Alexis von Roenne endgültig verhaftet.
In seinen Vernehmungen durch die Gestapo gab er an, dass insbesondere die Rassenpolitik des NS-Staates mit seinen christlichen Wertvorstellungen unvereinbar sei. Er wurde am 5. Oktober 1944 vom Volksgerichtshof zum Tod verurteilt und am 12. Oktober 1944 in Berlin-Plötzensee gehängt.

### Familie
Von Roenne war mit Ursula von Bülow (1907–1994) aus dem Hause Dieskau bei Halle (Saale) verheiratet, die er am 16. September 1935 auf dem Bülow’schen Gut Rogeez geheiratet hatte. Er hinterließ seine Frau und die beiden sieben- und anderthalbjährigen Töchter Adelheid Barbara und Almuth.